# Longinus Anton Jungnitz
Longinus Anton Jungnitz (ur. 10 sierpnia 1764 w Męcince, zm. 26 czerwca 1831 we Wrocławiu) – niemiecki astronom, fizyk, teolog, duchowny katolicki, członek zakonu jezuitów; nauczyciel akademicki związany z wrocławską Leopoldiną i jej rektor w latach 1815-1816.

## Życiorys
Urodził się w 1764 roku w Męcince (niem.: Hermannsdorf am Hessenberge) koło Jawora w rodzinie katolickiej. Odebrał staranne wykształcenie uczęszczając do gimnazjum w Legnicy, a następnie na jezuickiej Akademii Leopoldyńskiej we Wrocławiu. Po jego ukończeniu kontynuował przez dwa lata studia w Wiedniu z zakresu astronomii pod kierunkiem Maximiliana Hella
W 1789 roku wrócił do Wrocławia, gdzie otrzymał święcenia kapłańskie oraz objął na miejscowej akademii jezuickiej stanowisko profesora astronomii i fizyki. Od 1801 do likwidacji uczelni w 1810 roku zasiadał w jej dyrekcji. Zasłynął założeniem w 1791 roku obserwatorium astronomicznego na Wieży Matematycznej Leopoldiny, gdzie zbudował linię południkową. Instrumentów do obserwatorium dostarczał jego przyjaciel, wynalazca Karl Heinrich Klingert. W 1809 roku został kanonikiem przy Kolegiacie Świętego Krzyża i św. Bartłomieja we Wrocławiu.
Po sekularyzacji zakonu jezuitów oraz połączeniu wrocławskiej Leopoldiny z frankfurcką Viadriną w 1811 roku i powstaniu Królewskiego Uniwersytetu Wrocławskiego pozostał wykładowcą tej uczelni. W latach 1815–1816 pełnił tam funkcję rektora. W dalszym ciągu prowadził badania związane z astronomią. Zmarł w 1831 roku we Wrocławiu.